# Fritz Hilpert
Fritz Hilpert (født 31. maj 1956) har været medlem af den tyske musikgruppe Kraftwerk siden 1987.